# 小野氏伸
小野 氏伸（おの うじのぶ、文政2年（1819年）11月9日 - 1888年（明治21年））は、江戸時代から明治時代にかけて活躍した人物。小野氏就とも、養家の小野加賀を名乗ることもあった。
久留米水天宮の宮司である真木旋臣（まきとしおみ）の三男として生まれる。長兄は水天宮宮司を継ぎ、尊王攘夷の活動家の真木保臣（和泉守）。
天保8年（1837年）2月、大宰府の小野加賀家の小野氏倫の養子となる。文久2年（1862年）3月11日、真木保臣の脱藩の咎により禁錮。
太宰府延寿王院に三条実美公等五卿が滞在する3年近く、警護役の藩士の宿舎として小野加賀邸を提供した。

## 親族
- 子息は衆議院議員、香川県知事を歴任した小野隆助（三木隆助）
- 次兄は筑後水田の水田天満宮宮司の大鳥居理兵衛